# 塩頭駅
塩頭駅（しおがしらえき）は、かつて福岡県鞍手郡小竹町勝野にあった運輸省（省鉄）筑豊本線の貨物駅（廃駅）である。貨物支線の廃線に伴い、1945年（昭和20年）6月10日に廃駅となった。

## 歴史
- 1902年（明治35年）6月2日：九州鉄道により開業[1]。貨物駅[1]。
- 1907年（明治40年）7月1日：国有化[1]。
- 1945年（昭和20年）6月10日：貨物支線の廃線に伴い廃止[1]。

## 隣の駅
運輸省（省鉄）
筑豊本線貨物支線
小竹駅 - 塩頭駅